# Вернидуб Юрій Миколайович
Ю́рій Микола́йович Верниду́б (нар. 22 січня 1966, Житомир, Українська РСР, СРСР) — радянський та український футболіст, захисник та півзахисник. Нині — український футбольний тренер. З 21 червня 2022 року — головний тренер клубу «Кривбас». Батько українського футболіста Віталія Вернидуба.

## Клубна кар'єра

### Початок кар'єри
Вихованець житомирського футболу. Дорослі футбольні виступи розпочав у місцевому клубі «Спартак», що виступав у третьому за рівнем дивізіоні СРСР. Провів у цьому клубі два роки. Потім Вернидуба призвали до армії, тож він перейшов до львівського ЛВВПУ, який виступав у республіканському чемпіонату колективів фізкультури.
У сезоні 1987 року грав за нікопольський «Колос», що виступав у Першій лізі.

### «Прикарпаття»
1988 року Юрія запросили до дніпропетровського «Дніпра», але так і не провівши жодної гри за основу, він залишив команду. Гравця взяв клуб Другої ліги «Прикарпаття», де він і провів залишок сезону 1988 року.

### «Металург»
1989 року Юрій перейшов у клуб Першої ліги «Металург» (Запоріжжя), якому допоміг у сезоні 1990 року здобути третє місце і вперше в історії вийти до Вищої ліги чемпіонату СРСР. Після розпаду СРСР продовжив виступи у «Металурзі» в Вищій лізі чемпіонату України, де провів ще два сезони.

### «Хемніцер»
Влітку 1993 року поїхав за кордон, підписавши контракт з німецьким «Хемніцером», що виступав у Другій бундеслізі. Проте, закріпитися в складі саксонського клубу не зміг, зігравши за сезон лише 7 матчів, після чого повернувся в Україну, де з літа 1994 до кінця 1996 року грав у Вищій лізі за запорізьке «Торпедо».

### «Зеніт»
На початку 1997 року перейшов у петербурзький «Зеніт», у складі якого 1999 року став володарем Кубка Росії, а також дебютував у єврокубках. Проте, з 2000 року втратив місце в команді і став виступати за дубль, тому по завершенню сезону завершив ігрову кар'єру.

## Тренерська діяльність

### «Металург»
Закінчив Академію імені Лесгафта (Санкт-Петербург). З 2001 року працював у тренерському штабі запорізького «Металурга», а після відставки головного тренера команди Анатолія Чанцева з 23 серпня по 29 вересня 2007 року був виконуючим обов'язки головного тренера. Після цього продовжив працювати у штабі.

### «Зоря»
Після того як Чанцев став головним тренером «Зорі», він на початку 2010 року запросив Вернидуба до своєї команди, де Юрій став помічником головного тренера.
Після того, як в листопаді 2011 року «Зоря» потрапила до зони вильоту і Чанцева було звільнено, Вернидуб став виконувачем обов'язків головного тренера луганського клубу і допоміг зберегти команди прописку в еліті, а 3 травня 2012 року, після нічиєї з «Динамо», був призначений головним тренером клубу.
У сезоні 2013–2014 луганський клуб посів 7-ме місце та пробився до Ліги Європи. Там підопічні Вернидуба перемогли албанський «Лачі» в другому кваліфікаційному раунді. У наступному раунді команда пройшла «Молде»., але в раунді плей-оф програла «Феєнорду» з загальним рахунком 4:5.
У сезоні 2015–2016 клуб дійшов до фіналу Кубка України, де програв донецькому «Шахтарю» з рахунком 0:2.
Залишив посаду головного тренера «Зорі» 31 травня 2019 року.

### «Шахтар» (Солігорськ)
Сьомого листопада 2019 року став головним тренером білоруської команди «Шахтар» (Солігорськ). За підсумками сезону 2020 у білоруській Вищій лізі, в якому Вернидуб пропрацював половину сезону, «Шахтар» став чемпіоном. Також команда під керівництвом Вернидуба встигла провести матч першого кваліфікаційного раунду Ліги Європи УЄФА сезону 2020–21. У грі проти молдовського «Сфинтул Георге» «Шахтар» закінчив основний час з рахунком 0:0 і поступився по пенальті з рахунком 1:4, до наступного раунду пройшов представник Молдови. 
31 серпня 2020 року залишив команду за «сімейними обставинами».

### «Шериф» (Тирасполь)
18 грудня 2020 року Вернидуб очолив багаторазового чемпіона Молдови — тираспольський «Шериф».
З командою Вернидуб встановив історичне досягнення — «Шериф» став першою молдовською командою, якій вдалося пробитися до групового етапу Ліги чемпіонів УЄФА. Це сталося в сезоні 2021–2022. Але найбільше Вернидуб на чолі «Шерифа» запам'ятається сенсаційною перемогою над мадридським «Реалом» на «Сантьяго Бернабеу» (2:1). Окрім «Реалу», «Шерифу» також вдалося перемогти в Тирасполі донецький «Шахтар» (2:0), а матч у Києві звести до нічиєї (1:1). Інші три матчі, в тому числі домашній з іспанцями та обидві гри з міланським «Інтером», «Шериф» програв, але сім очок дозволили команді з Тирасполя зайняти третє місце в групі та вийти до 1/16 фіналу Ліги Європи УЄФА, де «Шериф» зіграв з португальською «Брагою».
Матч-відповідь цього протистояння припав на 24 лютого, день початку повномасштабного вторгнення Росії на територію України. Як виявилося, ця гра стала останньою для Вернидуба на чолі «Шерифа», як і, власне, для всієї команди в єврокубковому сезоні, адже обидва матчі з загальним рахунком 0:3 колектив із Тирасполя програв.
Після матчу з «Брагою» Вернидуб повернувся до України та вступив до лав Збройних сил України. 8 червня 2022 року «Шериф» офіційно оголосив про те, що Юрій Вернидуб залишає колектив.

### «Кривбас»
Майже через два тижні після розірвання контракту з «Шерифом», 21 червня 2022 року, Юрій Вернидуб очолив колектив УПЛ — криворізький «Кривбас». За словами Вернидуба, він поєднуватиме роботу в команді зі службою в лавах ЗСУ.

## Статистика

### Ігрова кар'єра
| Сезон   | Клуб                             | Ліга             | Чемпіонат | Чемпіонат | Кубок | Кубок | Єврокубки | Єврокубки |
| Сезон   | Клуб                             | Ліга             | Ігри      | Голи      | Ігри  | Голи  | Ігри      | Голи      |
| ------- | -------------------------------- | ---------------- | --------- | --------- | ----- | ----- | --------- | --------- |
| 1983    | «Спартак» (Житомир)              | Друга            | 32        | 2         |       |       |           |           |
| 1984    | «Спартак» (Житомир)              | Друга            | 36        | 3         |       |       |           |           |
| 1985    | ЛВВПУ (Львів)                    | КФК              | ?         | ?         |       |       |           |           |
| 1986    | ЛВВПУ (Львів)                    | КФК              | ?         | ?         |       |       |           |           |
| 1987    | «Колос» (Нікополь)               | Перша            | 33        | 4         |       |       |           |           |
| 1988    | «Дніпро» (Дніпропетровськ)       | Вища             | 0         |           |       |       |           |           |
| 1988    | «Прикарпаття» (Івано-Франківськ) | Друга            | 50        | 3         | 1     |       |           |           |
| 1989    | «Прикарпаття» (Івано-Франківськ) | Друга            | 21        | 1         |       |       |           |           |
| 1989    | «Металург» (Запоріжжя)           | Перша            | 23        |           | 1     |       |           |           |
| 1990    | «Металург» (Запоріжжя)           | Перша            | 34        |           |       |       |           |           |
| 1991    | «Металург» (Запоріжжя)           | Вища             | 27        | 4         |       |       |           |           |
| 1992    | «Металург» (Запоріжжя)           | Вища             | 17        | 1         | 3     |       |           |           |
| 1992/93 | «Металург» (Запоріжжя)           | Вища             | 15        |           | 4     |       |           |           |
| 1993/94 | «Хемніцер»                       | Друга Бундесліга | 7         |           |       |       |           |           |
| 1994/95 | «Торпедо» (Запоріжжя)            | Вища             | 30        |           | 2     |       |           |           |
| 1995/96 | «Торпедо» (Запоріжжя)            | Вища             | 33        | 10        | 2     |       |           |           |
| 1996/97 | «Торпедо» (Запоріжжя)            | Вища             | 13        | 1         | 2     | 1     |           |           |
| 1997    | «Зеніт» (Санкт-Петербург)        | Вища ліга        | 33        |           | 5     | 2     |           |           |
| 1998    | «Зеніт» (Санкт-Петербург)        | Вища ліга        | 22        | 1         | 1     |       |           |           |
| 1998    | «Зеніт-2» (Санкт-Петербург)      | Друга ліга       | 1         |           |       |       |           |           |
| 1999    | «Зеніт» (Санкт-Петербург)        | Вища ліга        | 28        | 1         | 4     |       | 3         |           |
| 2000    | «Зеніт-2» (Санкт-Петербург)      | Друга ліга       | 11        |           |       |       |           |           |

### Тренерська кар'єра
| Період                            | Посада                     | Клуб                   |
| --------------------------------- | -------------------------- | ---------------------- |
| 2001—2002, 2005—2009              | Тренер                     | «Металург» (Запоріжжя) |
| 2005, 2009                        | Старший тренер             | «Металург» (Запоріжжя) |
| 23 серпня — 29 вересня 2007       | В. о. головного тренера    | «Металург» (Запоріжжя) |
| 1 січня 2010 — 27 листопада 2011  | Помічник головного тренера | «Зоря» (Луганськ)      |
| 28 листопада 2011 — 3 травня 2012 | В. о. головного тренера    | «Зоря» (Луганськ)      |
| 3 травня 2012 — 31 травня 2019    | Головний тренер            | «Зоря» (Луганськ)      |
| 7 листопада 2019 — 31 серпня 2020 | Головний тренер            | «Шахтар» (Солігорськ)  |
| 18 грудня 2020 — 8 червня 2022    | Головний тренер            | «Шериф» (Тирасполь)    |
| з 21 червня 2022                  | Головний тренер            | «Кривбас» (Кривий Ріг) |

## Титули і досягнення
Гравець
- Володар Кубка Росії:

«Зеніт»: 1998-99
Тренер
- Чемпіон Білорусі:

«Шахтар» (Солігорськ): 2020
- Чемпіон Молдови:

«Шериф» (2): 2020-21, 2021-22

## Особисте життя
Син Віталій Вернидуб (нар. 17 жовтня 1987) — український футболіст.
Після початку російського вторгнення в Україну та дзвінка сина, який повідомив йому, що Росія напала на Україну, 26 лютого 2022 року повернувся в Україну та вступив до лав ЗСУ. Проходить службу в артилерійському підрозділі на півдні України.